# Tagaq
Tanya Tagaq Gillis kendt som Tagaq er en strubesanger af inuitisk herkomst. Hun stammer fra Cambridge Bay (Iqaluktuutiaq), Nunavut, i Canada. 